# Kabinett Seydewitz II
Das Kabinett Seydewitz II bildete vom 23./24. November 1950 bis 23. Juli 1952 die Landesregierung von Sachsen.

## Abstimmung im Sächsischen Landtag
Die Wahl des Ministerpräsidenten fand am Tag vor der Benennung der neuen Minister und somit am 23. November 1950, statt.
| Wahlgang                                                               | Kandidat          | Kandidat            | Stimmen    | Stimmenzahl                                             | Anteil (abgegebene Stimmen)                             | Unterstützer | Unterstützer | Unterstützer | Unterstützer | Unterstützer | Unterstützer | Unterstützer | Unterstützer | Unterstützer | Unterstützer | Unterstützer | Unterstützer | Unterstützer                                                                     |
| ---------------------------------------------------------------------- | ----------------- | ------------------- | ---------- | ------------------------------------------------------- | ------------------------------------------------------- | ------------ | ------------ | ------------ | ------------ | ------------ | ------------ | ------------ | ------------ | ------------ | ------------ | ------------ | ------------ | -------------------------------------------------------------------------------- |
| 1. Wahlgang                                                            |                   | Max Seydewitz (SED) | Ja-Stimmen | Einstimmige Wahl per Akklamation bei keiner Enthaltung. | Einstimmige Wahl per Akklamation bei keiner Enthaltung. |              |              |              |              |              |              |              |              |              |              |              |              | Nationale Front aus: SED, CDU, LDP, FDGB, DBD, NDPD, FDJ, DFD, KB, VVN, KG, VdgB |
| 1. Wahlgang                                                            | Nein-Stimmen      | Max Seydewitz (SED) |            | Einstimmige Wahl per Akklamation bei keiner Enthaltung. | Einstimmige Wahl per Akklamation bei keiner Enthaltung. |              |              |              |              |              |              |              |              |              |              |              |              | Nationale Front aus: SED, CDU, LDP, FDGB, DBD, NDPD, FDJ, DFD, KB, VVN, KG, VdgB |
| 1. Wahlgang                                                            | Enthaltungen      | Max Seydewitz (SED) |            | Einstimmige Wahl per Akklamation bei keiner Enthaltung. | Einstimmige Wahl per Akklamation bei keiner Enthaltung. |              |              |              |              |              |              |              |              |              |              |              |              | Nationale Front aus: SED, CDU, LDP, FDGB, DBD, NDPD, FDJ, DFD, KB, VVN, KG, VdgB |
| 1. Wahlgang                                                            | Ungültige Stimmen | Max Seydewitz (SED) |            | Einstimmige Wahl per Akklamation bei keiner Enthaltung. | Einstimmige Wahl per Akklamation bei keiner Enthaltung. |              |              |              |              |              |              |              |              |              |              |              |              | Nationale Front aus: SED, CDU, LDP, FDGB, DBD, NDPD, FDJ, DFD, KB, VVN, KG, VdgB |
| 1. Wahlgang                                                            | Nichtteilnahme    | Max Seydewitz (SED) |            | Einstimmige Wahl per Akklamation bei keiner Enthaltung. | Einstimmige Wahl per Akklamation bei keiner Enthaltung. |              |              |              |              |              |              |              |              |              |              |              |              | Nationale Front aus: SED, CDU, LDP, FDGB, DBD, NDPD, FDJ, DFD, KB, VVN, KG, VdgB |
| Damit wurde Max Seydewitz zum Sächsischen Ministerpräsidenten gewählt. |                   |                     |            |                                                         |                                                         |              |              |              |              |              |              |              |              |              |              |              |              |                                                                                  |

## Mitglieder der Landesregierung
| Amt                                                                     | Bild                                                                                  | Name                                    | Partei | Partei |
| ----------------------------------------------------------------------- | ------------------------------------------------------------------------------------- | --------------------------------------- | ------ | ------ |
| Ministerpräsident                                                       |                                                                                       | Max Seydewitz                           |        | SED    |
| 1. Stellvertreter des Ministerpräsidenten Minister des Innern           |                                                                                       | Artur Hofmann                           |        | SED    |
| 2. Stellvertreter des Ministerpräsidenten Minister für Gesundheitswesen |                                                                                       | Walter Thürmer (bis 10. September 1951) |        | LDP    |
| 2. Stellvertreter des Ministerpräsidenten Minister für Gesundheitswesen | Artur Schlesinger                                                                     |                                         |        | LDP    |
| Minister für Industrie, Arbeit und Aufbau                               |                                                                                       | Richard Goschütz                        |        | FDGB   |
| Minister der Finanzen                                                   | Oberst Adam (rechts) während der Gefangennahme von Generalfeldmarschall Paulus (1943) | Wilhelm Adam                            |        | NDPD   |
| Minister für Volksbildung                                               |                                                                                       | Helmut Holtzhauer (bis Juni 1951)       |        | SED    |
| Minister für Volksbildung                                               | Hans Riesner                                                                          |                                         |        | SED    |
| Minister für Land- und Forstwirtschaft                                  |                                                                                       | Fritz Weißhaupt                         |        | DBD    |
| Minister für Handel und Versorgung                                      |                                                                                       | Rudolph Schulze                         |        | CDU    |

## Belege
1. ↑  DFG-Viewer. Abgerufen am 27. Mai 2025.
2. ↑  DFG-Viewer. Abgerufen am 27. Mai 2025.